# Commercy
 Commercy  es una localidad y comuna de Francia, en la región de Lorena, departamento de Mosa. Es la subprefectura (capital) del distrito de su nombre. Así mismo es cabecera del cantón homónimo.
Su población en el censo de 1999 era de 6.324 habitantes. La aglomeración urbana se limita a la propia comuna.
Está integrada en la Communauté de communes du Pays de Commercy.

## Historia
Capital de un señorío independiente, fue ocupada por las tropas de Carlos I en 1544 y durante la Fronda en 1653 por las tropas francesas, debido a que su señor Jean-François Paul de Gondi, era un destacado frondista.

## Demografía
| 7043 | 7164 | 6989 | 6792 | 6404 | 6324 |
| Para los censos de 1962 a 1999 la población legal corresponde a la población sin duplicidades (Fuente: INSEE [Consultar]) |      |      |      |      |      |